# Baleshare
Baleshare (schottisch-gälisch: Baile Sear) ist eine schottische Gezeiteninsel. Sie liegt nur wenige hundert Meter westlich von North Uist und nördlich von Benbecula und gehört zur Inselgruppe Äußere Hebriden, beziehungsweise administrativ zur gleichnamigen Council Area. Historisch gehörte Baleshare zur Grafschaft Inverness-shire.

## Geographie

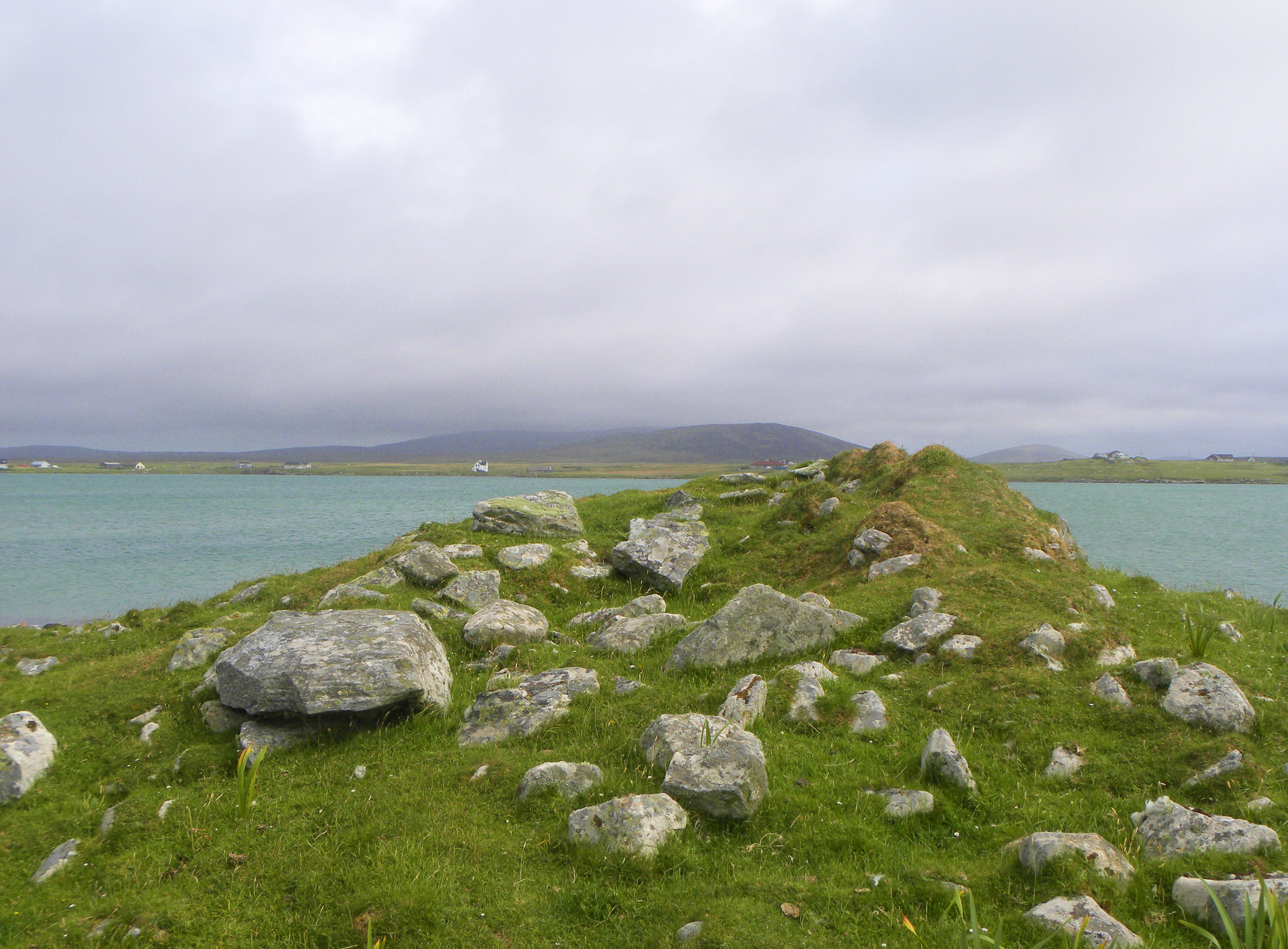
Cairn auf Baleshare

Die maximale Nord-Süd-Ausdehnung beträgt etwa 4,4 km, die Breite höchstens 3,3 km, wobei sie eine Gesamtfläche von 9,1 km2 aufweist. Der höchste Punkt der flachen Insel erhebt sich 15 m über den Meeresspiegel. Baleshare markiert den westlichen Endpunkt des North Ford, der entlang der Ostküste fließt. Im Süden grenzt der Beul an Toim Baleshare vom benachbarten Benbecula ab. An die Westküste brandet der Atlantische Ozean. Bei Ebbe fällt der North Ford zwischen Baleshare und North Uist trocken und kann zu Fuß überquert werden. Hingegen führt der Beul an Toim im Süden auch bei Ebbe Wasser. Ein Gebiet im Norden der Insel wird Illeray genannt. Einst handelte es sich dabei um eine eigene Insel dieses Namens, die jedoch im 19. Jahrhundert mit Baleshare zusammenwuchs. Obwohl Francis H. Groome Illeray in den 1880er Jahren noch als getrennte Inseln beschreibt, sind in der Volkszählung von 1861 beide Inseln zusammengefasst, wobei sie im Rahmen der Zählungen von 1851 und 1841 getrennt behandelt wurden.

## Geschichte
Durch Küstenerosion wurden die Reste eines Wheelhouses freigelegt. Untersuchungen am Ort förderten zwar menschliche Überreste zu Tage, die eisenzeitliche Anlage selbst wurde jedoch zunächst nicht untersucht. Erst im Rahmen eines Programms zur Dokumentation erodierender archäologischer Stätten in den 1980er Jahren wurde sie eingehender erforscht. Ein in einem nahegelegenen Durchgang aufgefundenes Topffragment weist bemerkenswerte Ähnlichkeiten zu jenem auf, der 1956 am Wheelhouse von Bruthach a Tuath auf der Insel Benbecula entdeckt wurde. Radiokarbondaten legen die Errichtung der Stätte im 3. Jahrhundert v. Chr. nahe.

## Bevölkerung
Auf dem dünnbesiedelten Baleshare leben 58 Personen (Stand 2011). Diese verteilen sich im Wesentlichen auf zwei Siedlungen, Samala an der Ostküste und Teanamachar an der Westküste. Wie auf den meisten schottischen Inseln ist die Bevölkerungszahl in neuerer Zeit deutlich gesunken. So lebten 1861 noch 199 Personen in 35 Häusern auf Baleshare und Illeray (1851: 204). Dem 1962 errichteten Baleshare Causeway wird eine bedeutende Rolle für den moderaten Bevölkerungsrückgang auf der kleinen Insel zugeschrieben. Bei diesem handelt es sich um einen 350 m langen Damm nach North Uist, der den einzigen befestigten Verkehrsweg von der Insel darstellt. Er verlässt die Insel bei Samala.

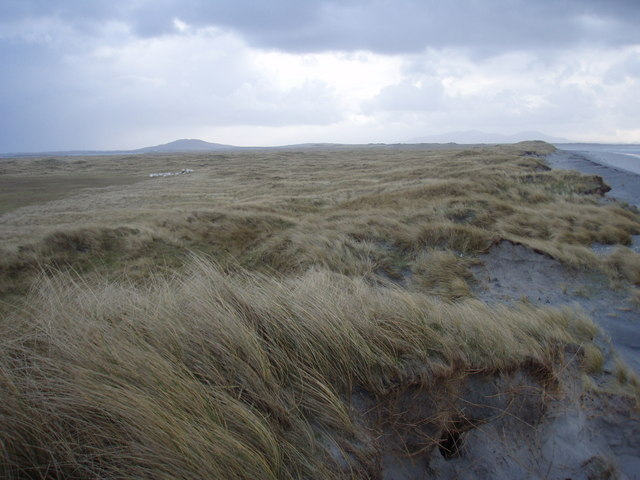
Dünenlandschaft
Landschaft auf Baleshare; im Hintergrund ist der Eaval, der höchste Berg auf North Uist
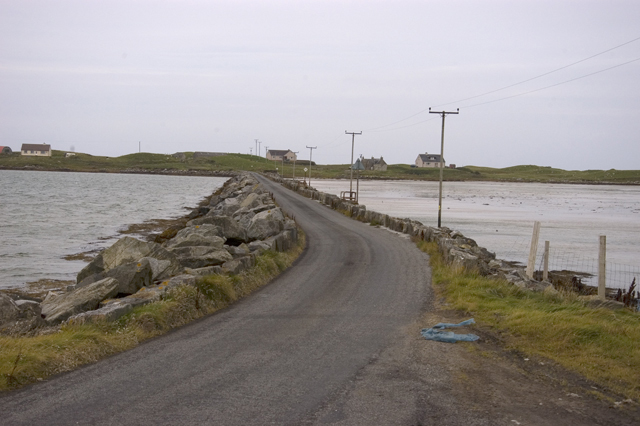
Baleshare Causeway